# Monica Velour - Il grande sogno
Monica Velour - Il grande sogno (Meet Monica Velour) è un film del 2010 diretto da Keith Bearden e con protagonisti Kim Cattrall e Dustin Ingram

## Trama
Tobe si è appena diplomato ed è intenzionato a dare via il camioncino di famiglia con cui vende hot dog per racimolare qualche dollaro. Dopo aver ricevuto un'offerta da un signore dell'Indiana scopre che in una città a pochi chilometri dall'acquirente si esibisce Monica Velour, la pornostar degli anni settanta per cui il ragazzo ha da sempre una grande cotta. Decide quindi di intraprendere un lungo viaggio per conoscere il suo mito e allo stesso tempo vendere il furgone. Purtroppo per lui però le cose non vanno esattamente come sperato e dopo essere stato coinvolto in una rissa scopre che Monica è una alcolista sul lastrico, con un complicato divorzio alle spalle.